# إد سيدل
إد سيدل (بالإنجليزية: Ed Seidel) هو عالم حاسوب أمريكي، ولد في 21 أغسطس 1957 في بيثيسدا في الولايات المتحدة.